# Johan Sixtensson
Johan Sixtensson, född 8 december 1975, är en svensk bandytränare och tidigare svensk bandyspelare. Han startade sin elitkarriär 1994 och är bandytränare sedan 2012. Han är son till bandytränaren Ingemar Sixtensson. Han spelade i den högsta svenska bandy divisionen, elitserien, fram till 2012 då han valde att avsluta spelarkarriären och började som huvudtränare i Gripen Trollhättan BK. För nuvarande är han huvudtränare i Villa Lidköpings Bandy Klubb. Där går han under namnet ”Guldtränaren”.

## Karriär
Sixtensson har, innan sin tränarkarriär, spelat i IFK Vänersborg, IF Boltic, Gripen Trollhättan BK, Lidköpings AIK, Villa Lidköping BK, Skövde Bandyklubb, Boltic/Göta och Sandviken AIK.